# Buccinum schantaricum
Buccinum schantaricum is een slakkensoort uit de familie van de Buccinidae. De wetenschappelijke naam van de soort is voor het eerst geldig gepubliceerd in 1848 door Middendorff.